# Circaea taronensis
Circaea taronensis là một loài thực vật có hoa trong họ Anh thảo chiều. Loài này được H.Li mô tả khoa học đầu tiên năm 1986.